# Los tesoros de Mecano
Los tesoros de Mecano es el título del cuarto libro en ser publicado en orden cronológico que está dedicado al grupo español de música pop Mecano. Publicado en el año 2011 por la editorial Libros Cúpula y sale al mercado bibliográfico justo en el momento en que se cumplen 30 años de la formación del grupo.
El autor de dicha obra es Javier Adrados Rincón, promotor musical y ensayista español que desde el año 1984 ha tenido una relación directa de cercana de amistad con los miembros del trío, circunstancia tal que le ha permitido tener acceso a todo un conjunto de información y documentos que, buena parte de ella se ve reflejada en dicha publicación y el cual es el 4.º escrito por él. El título completo es "Los tesoros de Mecano. Un homenaje al mejor grupo de pop en español".
Ya con anterioridad en el 2004 el Javier había publicado otro libro dedicado a esta misma agrupación española; pero aquel era más bien de carácter netamente biográfico tipo entrevista, se trata del libro "Mecano: La fuerza del destino" en donde comparte la autoría con el periodista Carlos del Amo Rondón.
El propio Javier en algunas entrevistas televisadas hechas en su momento recién publicado este libro, "Los tesoros de Mecano", afirma que dicha obra es más bien un capricho que el mismo Javier ha querido materializar en formato impreso. El proceso de negociación con la casa editorial fue algo largo y complicado por ambas partes y no fue hasta que editorial aceptó las condiciones que exigía Javier en la forma de cómo debía publicarse el libro y los formatos a utilizar.

## Formato y portada
Se trata de un libro ilustrado a color de gran formato, tamaño: 30,4 × 21,6 cm. La encuadernación es en cartoné con guardas negras en el interior de las solapas. El libro no incluye la camisa o cubierta protectora como sí es el caso de "Mecano (el libro)". La fotografía que adorna la cubierta está realizada en blanco y negro y nos muestra a los 3 Mecano vestidos con largas gabardinas hasta las rodillas mientras caminan de un lado para el otro en medio un paisaje xerófilo de la isla de Gran Canaria.
La foto pertenece a una serie de fotografías tomadas el mismo día a muy tempranas horas de la mañana (6:00 a. m.) y fueron realizadas por Pedro Usubiaga. En la contraportada se nos muestra una breve reseña introductoria de lo que ha sido la carrera musical de Mecano y del por qué de la publicación del libro y en la parte inferior, imágenes amontonadas puestas en desorden de carátulas de algunos singles, partituras originales, fotos-postales y artículos de periódicos.

## Contenido
El autor ha querido narrar la historia del grupo a través de anécdotas, de fotografías, de historias mayormente desconocidas por la mayoría de la gente seguidora de este trío madrileño. Javier narra la historia desde los inicios en 1982 hasta la publicación de su último álbum grabado en estudio, "Ana|José|Nacho" en 1998 y para ello Adrados saca a la luz buena parte del material que a lo largo de los años ha coleccionado y conservado en su poder de cosas como por ejemplo conversaciones transcritas, entrevistas hechas para revistas musicales y diversos artículos de periódicos, imágenes de los tickets o boletos de conciertos en vivo de diversas épocas, pósteres así como también una gran cantidad fotografías inéditas muchas de ellas nunca publicadas oficialmente o sino poco conocidas por el público común... Contiene además documentos inéditos como partituras originales de algunas canciones y entrevistas manuscritas, entre otros.
El libro está dividido capítulos y cada uno lleva una introducción a cargo de los más prestigiosos periodistas musicales y demás personalidades del mundo de la música.
Cada capítulo está dedicado a cada uno de los álbumes que el grupo publicó a lo largo de su carrera, en ellos se va narrando las circunstancias bajo las cuales se grabaron dichos álbumes, la recepción que tuvieron al momento de lanzarlos al mercado, los sencillos que se extrajeron de los mismos con su respectiva reseña en fotos tamaño carnet de las portadas del álbum y de los sencillos en cuestión.
Además de todo esto y como plus añadido, justo al final de cada capítulo y antes de que comience el siguiente, se ha adjuntado unos sobres semitransparentes en papel cebolla dentro de los cuales vienen diversos documentos como fotos-postales relacionadas con el álbum al que pertenece el capítulo. Incluyen dosieres o trípticos promocionales que originalmente venían incluido dentro de las ediciones de presentación a la Prensa de los LP del Mecano en donde se describen no solo el proceso de grabación del álbum sino que narran también de qué va cada una de las canciones contenidos en el mismo, el encartado "Especial de Mecano" incluido originalmente en el periódico El Diario de Caracas (del 27 de mayo de 1987), revista "Un año de records" de José Ramón Pardo, el libro de la gira de Tour "Descanso dominical", etc.

## Sumario
El libro está dividido en capítulos siete de los cuales llevan los nombres de sus 7 álbumes de estudio, más otros seis capítulos en donde se exponen no solo opiniones a cerca del trío sino que también se muestran todas aquellas rarezas discográficas en álbumes, singles y maxi-singles que se han publicado al mercado.
El Capítulo 7 titulado "En concierto" no está dedicado al álbum "Mecano en concierto" de 1985, es el único álbum de la discografía al que no se le dedica un capítulo completo... este álbum grabado en vivo sale reseñado brevemente a manera de foto-miniatura en el Capítulo 3 correspondiente a "Ya viene el Sol".
"En concierto" es más bien un capítulo en donde se ha desglosado de manera narrativa toda la evolución técnica y de puesta en escena que ha tenido Mecano a lo largo de las diferentes giras de conciertos que fueron realizando a lo largo de su vida en activo. El capítulo muestra no solo fotos inéditas de algunos de los directos realizados por el trío sino que también se muestra por ejemplo: En la página 168 hay un compilado de recortes de artículos de periódicos reseñando sus llenazos en los estadios; en la página 171 toda la página completa muestra imágenes amontonadas adrede de boletos de conciertos de distintos años, en las páginas 172 y 173 (parte superior de dichas páginas) el encartado especial titulado "Mecano en concierto. Especial musical. 26 de diciembre, 21:00 H, TVE ICADENA" con motivo de la filmación del Especial para TV en el Frontón de Segovia; en la página 175 imágenes de invitaciones y pases VIP y en la página 176 una lista de sus mejores conciertos desde 1982 hasta el 29 de septiembre de 1992 (último concierto de Mecano).
- Prólogo [pág.7] a cargo de José Ramón Pardo.
- Capítulo 1: Mecano (1982) [pág.10] introducción de Diego Manrique, director de El País.
- Capítulo 2: ¿Dónde está el país de las hadas? (1983) [pág.36] introducción de Manolo Crespo, director de www.vivaelpop.com
- Capítulo 3: Ya viene el Sol (1984) [pág.54] introducción de Pilar Tabares, RTVE.
- Capítulo 4: Entre el cielo y el suelo (1986) [pág.78] introducción de Fernando Neira, periodista musical, El País.
- Capítulo 5: Descanso dominical (1988) [pág.114] introducción de Fernando Martín, periodista musical.
- Capítulo 6: Aidalai (1991) [pág.136] introducción de Javier Llano, director de Cadena 100.
- Capítulo 7: En concierto [pág.160] introducción de Jorge Flo, derector de Cadenas Musicales de la SER.
- Capítulo 8: Ana|José|Nacho (1998) [pág.178] introducción de Julio Bravo, periodista de la sección de cultura de ABC.
- Otros tesoros [pág.196] reseña pormenorizada a base de fotos miniatura de las rarezas en single, maxi-singles, discos-promo, álbumes en ediciones especiales, picture-disc, discos recopilatorios, DVD, tripack, box-set y casetes que del grupo se han publicado.
- Epílogo [pág.203] a cargo de Alberto Vila, periodista musical.
- Biografía [pág.204] resumen biográfico del autor del libro.
- Agradecimientos [pág.204]

Aunque no aparece señalado en la hoja Índice, en la página 205 están los Créditos de las imágenes en donde se muestra los nombres de los fotógrafos responsables de todas las gráficas mostradas en esta obra impresa y además los créditos del contenido de los sobres en papel cebolla al final de cada capítulo.

## Contenido de los sobres
Al final de cada capítulo y antes de comenzar el siguiente, se han colocado sendos sobres en papel cebolla dentro de los cuales se han incluido reproducciones de artículos o ítems relacionados con el capítulo al que corresponden. Estos ítems van desde pegatinas, fotografías, póster oficiales, artículos sobre Mecano en revistas, trípticos informativos, encartados especiales, partituras, etc.
- Sobre del capítulo "Mecano":

1. Dosier promocional para "Perdido en mi habitación".
2. Tríptico promocional del primer álbum.
3. Adhesivo obsequio de la revista "Súper Pop".
4. Postal promocional (1982).

- Sobre del capítulo "¿Dónde está el país de las hadas?":

1. Postal promocional (1983).
2. Foto original de su viaje a América.
3. Anuncio en prensa, revista "El Gran Musical".

- Sobre del capítulo "Ya viene el Sol":

1. Dosier promocional informativo (desplegable) del disco "Ya viene el Sol".
2. Entrevista publicada en la revista "Rockdelux" (1985).
3. Postal promocional (1984-1985).

- Sobre del capítulo "Entre el cielo y el suelo":

1. Dosier "Un año de records".
2. Postal promocional (1986).
3. Postal promocional (1987).
4. Suplemento encartado "Especial de Mecano" de El Diario de Caracas.

- Sobre del capítulo "Descanso dominical":

1. Boceto para una serie de dibujos animados que finalmente no vio la luz.
2. Postal promocional (1988).
3. Postal promocional (1989).
4. Libro de la gira de "Descanso dominical" (junio de 1989).
5. Artículo del periodista Diego Manrique sobre la banda.

- Sobre del capítulo "Aidalai":

1. Partitura de "El fallo positivo".
2. Partitura de "Dis-moi lune d'argent" (Hijo de la Luna).
3. Postal promocional (1991-1992).

- Sobre del capítulo "En concierto":

1. Postal oficial de la gira 1982.
2. Postal oficial de la gira 1984.
3. Postal oficial de la gira 1987.
4. Postal oficial de la gira 1988.
5. Postal oficial de la gira 1991.

- Sobre del capítulo "Ana|José|Nacho":

1. Entrevista manuscrita de Ana para la revista "Shangay".
2. Foto a caballo de Nacho Cano con Penélope Cruz.
3. Artículo de "El Semanal" sobre José María Cano, por Carlos Herrera.

## Créditos del libro
- © del texto: Javier Adrados Rincón, 2011.
- © Fotografía de la portada del libro: Pedro Usubiaga, foto realizada en la isla de Gran Canaria.
- © de las fotografías del interior: véase páginas 205-206.
- Diseño de la portada: Departamento de Diseño. División Editorial del Grupo Planeta.
- Diseño y maquetación: dtm+tagstudy (www.tagstudy.es)

Primera edición: octubre de 2011.
- © Scyla Editores, S. A., 2011.
Av. Diagonal, 662-664, 08034, Barcelona (España).
- Editado por Timun Mas.
- Fotocomposición: Aura.
- Impreso en: China.